# Брайби-Айленд
«Брайби-Айленд» (англ. Bribie Island National Park) — национальный парк, расположенный на одноимённом острове у юго-восточного побережья Квинсленда, Австралия. Находится в 64 км к северу от Брисбена. Основанный в 1994 году, национальный парк «Остров Бриби» занимает территорию 49 км², или 33 % площади самого острова. Пляжи национального парка привлекают туристов.
В национальном парке есть несколько кемпингов для туристов. Для того, чтобы разбить палатки самостоятельно, туристы должны получить разрешение. Также разрешение необходимо для проезда на автомобилях.
Национальный парк находится в области влажного климата, переходного от тропического к субтропическому. Средняя температура составляет 19 ° С. Среднегодовое количество осадков составляет 1434 миллиметра. Самый влажный месяц — январь (283 мм осадков), а самый сухой — октябрь (22 мм осадков).